# Hayley Atwell
Hayley Elizabeth Atwell, född 5 april 1982 i London, är en brittisk-amerikansk skådespelare. Hon är mest känd för sina roller i filmerna Cassandra's Dream, The Duchess och som Peggy Carter i Captain America: The First Avenger. Sistnämnda roll spelade hon även i TV-serien Agent Carter.

## Biografi
Hayley Atwell föddes i London, dotter till Allison (född Cain) och Grant Atwell som är massageterapeut, fotograf, och shaman. Hennes mor är från Storbritannien och fadern är amerikan. Atwell har dubbelt medborgarskap. Hon studerade vid Guildhall School of Music and Drama och tog examen 2005.

## Filmografi (i urval)

### Film
| År   | Titel                                         | Roll                    | Anmärkning |
| ---- | --------------------------------------------- | ----------------------- | ---------- |
| 2005 | Whatever Love Means                           | Sabrina Guinness        | TV-film    |
| 2006 | Fear of Fanny                                 | Jane                    | TV-film    |
| 2006 | Rubinen i dimman                              | Rosa Garland            | TV-film    |
| 2007 | Mansfield Park                                | Mary Crawford           |            |
| 2007 | Cassandra's Dream                             | Angela Stark            |            |
| 2007 | Skuggan i norr                                | Rosa Garland            | TV-film    |
| 2007 | How About You                                 | Ellie Harris            |            |
| 2008 | En förlorad värld                             | Julia Flyte             |            |
| 2008 | The Duchess                                   | Elizabeth "Bess" Foster |            |
| 2011 | Captain America: The First Avenger            | Peggy Carter            |            |
| 2012 | I, Anna                                       | Emmy                    |            |
| 2012 | The Sweeney                                   | Nancy                   |            |
| 2013 | All Is by My Side                             | Kathy Etchingham        |            |
| 2013 | Marvel One-Shot: Agent Carter                 | Peggy Carter            | Kortfilm   |
| 2014 | Captain America: The Winter Soldier           | Peggy Carter            |            |
| 2015 | Berättelsen om Askungen                       | Askungens mor           |            |
| 2015 | Testament of Youth                            | Hope                    |            |
| 2015 | Avengers: Age of Ultron                       | Peggy Carter            |            |
| 2015 | Ant-Man                                       | Peggy Carter            |            |
| 2018 | Christoffer Robin & Nalle Puh                 | Evelyn                  |            |
| 2019 | Blinded by the Light                          | Ms Clay                 |            |
| 2019 | Avengers: Endgame                             | Peggy Carter            |            |
| 2021 | Pelle Kanin 2 – På rymmen                     | Mittens                 | Röstroll   |
| 2022 | Doctor Strange in the Multiverse of Madness   | Captain Carter          |            |
| 2023 | Mission: Impossible – Dead Reckoning Part One | Grace                   |            |
| 2025 | Mission: Impossible – The Final Reckoning     | Grace                   |            |

### TV
| År        | Titel                           | Roll                        | Anmärkning                 |
| --------- | ------------------------------- | --------------------------- | -------------------------- |
| 2006      | The Line of Beauty              | Catherine Fedden            | Miniserie                  |
| 2009      | The Prisoner                    | 415 / Lucy                  | Miniserie                  |
| 2010      | Svärdet och spiran              | Aliena                      | Miniserie                  |
| 2010      | Any Human Heart                 | Freya                       | Miniserie                  |
| 2012      | Falcón                          | Consuelo Jiménez            | 4 avsnitt                  |
| 2012      | Restless                        | Eva Delectorskaya           | Miniserie                  |
| 2013      | Black Mirror                    | Martha                      | Avsnittet: "Be Right Back" |
| 2013      | Life of Crime                   | Denise Woods                | Miniserie                  |
| 2014      | Marvel's Agents of S.H.I.E.L.D. | Peggy Carter                | Avsnittet: "Shadows"       |
| 2015–2016 | Marvel's Agent Carter           | Peggy Carter                |                            |
| 2016–2017 | Conviction                      | Hayes Morrison              |                            |
| 2017      | Howards End                     | Margaret Schlegel           | Miniserie                  |
| 2017–2019 | Avengers Assemble               | Peggy Carter                | Röstroll                   |
| 2018      | The Long Song                   | Caroline                    | Miniserie                  |
| 2018–2019 | 3Below: Tales of Arcadia        | Zadra                       | Röstroll                   |
| 2019      | Criminal: UK                    | Stacey Doyle                | 1 avsnitt                  |
| 2021      | What If...?                     | Peggy Carter / Agent Carter | Röstroll                   |